# 漢藏民族
漢藏民族，是一個分布在中國華北及西藏的史前民族，说原始汉藏语，又被稱為先羌，是今漢藏語系諸民族的共同祖先之一。其標誌人类Y染色体DNA单倍型类群爲O3—M122。